# Liste der Schutzgebiete in Ostrach
Die Liste der Schutzgebiete in Ostrach enthält die Statistik aller Schutzgebiete – Natur- und Landschaftsschutzgebiete, FFH- und SPA-Gebiete, Bann- und Schonwälder, Naturdenkmale und Biotope – in der baden-württembergischen Gemeinde Ostrach im Landkreis Sigmaringen in Deutschland.

## Erklärung
In den Tabellenköpfen der Listen werden folgende Überschriften und Abkürzungen verwendet:
- SG-Nr.: Schutzgebietsnummer; verlinkt zum Steckbrief des Schutzgebiets bei der Landesanstalt für Umwelt, Messungen und Naturschutz Baden-Württemberg (LUBW)
- Name: offizieller Name des Schutzgebiets gemäß der LUBW
- Ort: Ortsteil / Gemarkung (Gem.) / Flurstück (Flst.), in dem das jeweilige Schutzgebiet liegt
- Größe: Fläche in Hektar (1 Hektar (ha) = 10.000 m²) des jeweiligen Schutzgebiets, gerundet auf eine Nachkommastelle
- Höhe: gibt die geographische Höhe in Meter über Normalnull an
- TK: gibt die Nummer/n der jeweiligen Topografischen Karte/n, in der/denen das Schutzgebiet verzeichnet ist, an
- NR: gibt den Naturraum, in dem das Schutzgebiet liegt, an; „DAP“ = Donau-Ablach-Platten, „OH“ = Oberschwäbisches Hügelland
- KO: Angabe der geographischen Koordinaten des jeweiligen Schutzgebiets; verlinkt, öffnet Karte[1][2]
- Erfassung / Überarbeitung: Datum der jeweiligen Erfassung/Aufnahme bzw. Überarbeitung in das entsprechende Schutzgebietsverzeichnis
- Bemerkung/en: Beschreibungen usw. zum jeweiligen Schutzgebiet
- Bild: Foto des jeweiligen Schutzgebiets

Alle angegebenen Daten mit Stand vom 24. März 2015

## Schutzgebiete

### Naturschutzgebiete
Ein Naturschutzgebiet (NSG) ist ein streng geschütztes Gebiet. Die Definition von Naturschutzgebieten erfolgt in Deutschland durch oder auf Grundlage von Gesetzen. Umgangssprachlich bezeichnet der Begriff Naturschutzgebiet darüber hinaus alle Schutzgebiete in Natur- und Landschaftsschutz. Als Naturschutzgebiet werden häufig Gebiete ausgewiesen, welche für die Erhaltung der Tier- und Pflanzenwelt, oft auch für landschaftliche und erdkundliche Eigenarten von Bedeutung sind. Ziel ist es, Pflanzen- wie auch Tierarten in ihrem Verbreitungsgebiet unter Schutz zu stellen. Als Naturschutzgebiete werden auch Flächen ausgewiesen, wenn sie aus wissenschaftlichen oder naturgeschichtlichen Gründen, wegen ihrer Einzigartigkeit oder besonderen Schönheit als schützenswert gelten. Es handelt sich dabei oft um Biotope wie etwa Moorlandschaften, Heideflächen, Gebirgslandschaften oder Wälder. In Naturschutzgebieten ist die landwirtschaftliche Nutzung, das Verlassen der öffentlich gekennzeichneten Wege wie auch das Entfachen von Feuer meistens untersagt.
Die folgende, sortierbare Liste führt alle Naturschutzgebiete innerhalb Ostrachs; Namen und Nummern entsprechen den amtlichen Bezeichnungen, die Schutzgebietsnummer ergibt sich aus dem Regierungsbezirk (4 = Regierungsbezirk Tübingen) und einer fortlaufenden Nummer innerhalb des Bezirks.
| SG-Nr. | Name                     | Ort/e                      | Größe                      | Höhe  | TK        | NR  | KO | Erfassung                        | Bemerkung/en | Bild |
| ------ | ------------------------ | -------------------------- | -------------------------- | ----- | --------- | --- | -- | -------------------------------- | --- | ---- |
| 4.028  | Pfrunger-Burgweiler Ried | südwestlich von Burgweiler | 1.508,1 864,6 SIG 643,5 RV | ~ 610 | 8022 8122 | OH  |    | 18.07.1941 20.11.1980 09.01.2017 | Einzigartiger ausgedehnter Moorkomplex aus Hoch-, Zwischen- und Niedermooren als Lebensraum einer artenreichen Pflanzen- und Tierwelt. Teile des Gebiets in Königseggwald, Riedhausen und Wilhelmsdorf (alle Landkreis Ravensburg) |      |
| 4.288  | Taubenried               | westlich von Kalkreute     | 126,3                      | 639   | 8021      | DAP |    | 13.12.1939 16.02.1998            | Vielfältiges, durch verschiedenste Vegetationstypen gekennzeichnetes Ried als Lebensraum und Rückzugsgebiet für zahlreiche Tier- und Pflanzenarten. Teile des Gebiets in Pfullendorf Partnerschutzgebiet: LSG 4.37.041 Taubenried  |      |
| 4.312  | Schwarzes Moos           | nordwestlich von Habsthal  | 11,0                       | 642   |           | DAP |    | 07.12.2005                       | Gebiet mit landschaftstypischen und kulturhistorisch bedeutenden Wiesenbiotopen, die als Lebens- und Rückzugsbereich einer artenreichen und gefährdeten Pflanzen- und Tierwelt dienen.                                             |      |

### Ehemalige Naturschutzgebiete
| SG-Nr. | Name          | Ort/e                     | Größe | Höhe | TK        | NR | KO | Erfassung  | Aufhebung  | Bemerkung/en | Bild |
| ------ | ------------- | ------------------------- | ----- | ---- | --------- | -- | -- | ---------- | ---------- | --- | ---- |
| 4.090  | Laubbachmühle | südöstlich von Laubbach   | 3,2   | 625  | 8022      | OH |    | 02.07.1981 | 09.01.2017 | Kalkreiches Hangquellmoor mit besonderer Flora und Fauna; Vorkommen alpiner Arten. Das Schutzgebiet ist nach der Neuausweisung 2017 im Naturschutzgebiet Pfrunger-Burgweiler Ried aufgegangen. |      |
| 4.258  | Mühlebach     | südöstlich von Waldbeuren | 28,0  | 635  | 8022 8122 | OH |    | 20.04.1995 | 09.01.2017 | Zwei Teilgebiete. Hochwertiges Feuchtgebiet mit Kopfbinsen- und Seggenrieden, Schilf- und Hochstaudenbeständen, Feuchtwiesen und naturnahen Weichholzbeständen; Lebensraum für eine stark bedrohte Tier- und Pflanzenwelt; Tertiäraufschluß als geologisches Denkmal von kulturhistorischer Bedeutung. Das Schutzgebiet ist nach der Neuausweisung 2017 im Naturschutzgebiet Pfrunger-Burgweiler Ried aufgegangen. |      |

### Landschaftsschutzgebiete
Das Landschaftsschutzgebiet (LSG) gehört in Deutschland zu den Möglichkeiten des gebietsbezogenen Naturschutzes, den das Bundesnaturschutzgesetz (BNatSchG) bereitstellt. Welche Flächen als Landschaftsschutzgebiet ausgewiesen werden können, bestimmen die Bundesländer. Sie legen auch fest, in welcher Form die Landschaftsschutzgebiete gekennzeichnet werden.
Paragraph 26 des BNatSchG legt fest, dass Landschaftsschutzgebiete der Erhaltung und Entwicklung der Natur dienen sollen, Beeinträchtigungen des Naturhaushaltes beseitigt werden sollen und die Leistungs- und Funktionsfähigkeit wieder hergestellt werden. Dies geschieht wegen der Vielfalt und Eigenart der Landschaft, ihrer kulturhistorischen Bedeutung oder ihrer besonderen Bedeutung für die Erholung.
Die folgende, sortierbare Liste führt alle Landschaftsschutzgebiete innerhalb Ostrachs; Namen und Nummern entsprechen den amtlichen Bezeichnungen, die Schutzgebietsnummer ergibt sich aus dem Regierungsbezirk (4 = Regierungsbezirk Tübingen) und einer fortlaufenden Nummer innerhalb des Bezirks.
| SG-Nr.   | Name                              | Ort/e                    | Größe                    | Höhe | TK   | NR | KO         | Erfassung             | Bemerkung/en | Bild |
| -------- | --------------------------------- | ------------------------ | ------------------------ | ---- | ---- | -- | ---------- | --------------------- | --- | ---- |
| 4.37.004 | Lausheimer Weiher                 | nördlich von Lausheim    | 62,0                     | 620  |      |    | 53.1136015 | 16.01.1963            | Größerer Weiher mit seiner Umgebung. |      |
| 4.37.030 | Altshausen-Laubbach-Fleischwangen | Laubbach und Unterweiler | 676,0 ??? (SIG) ??? (RV) |      |      |    | 53.1136015 | 13.09.1963 02.07.1981 | Typische kuppige Schmelzwasserlandschaft Oberschwabens mit vermoorten Niederungen, Bachläufen, Seen und Weihern. Teile des Gebiets im Landkreis Ravensburg |      |
| 4.37.041 | Taubenried                        | westlich von Kalkreute   | 65,4                     | 640  | 8021 |    | 53.1136015 | 16.02.1998            | Das LSG dient als Pufferzone zur Vermeidung nachteiliger Einflüsse auf das gleichnamige Naturschutzgebiet.                                                 |      |

### FFH-Gebiete
Die Fauna-Flora-Habitat-Richtlinie, kurz FFH- oder Habitatrichtlinie, ist eine 1992 beschlossene Naturschutz-Richtlinie der Europäischen Union. Sie dient gemeinsam mit der Vogelschutzrichtlinie im Wesentlichen der Umsetzung der Berner Konvention; eines ihrer wesentlichen Instrumente ist ein zusammenhängendes Netz von Schutzgebieten, das Natura 2000 genannt wird.
Die korrekte deutsche Bezeichnung der FFH-Richtlinie lautet Richtlinie 92/43/EWG des Rates vom 21. Mai 1992 zur Erhaltung der natürlichen Lebensräume sowie der wildlebenden Tiere und Pflanzen. Es wird in Deutschland jedoch fast ausschließlich die Bezeichnung FFH-Richtlinie benutzt, die sich von Fauna (= Tiere), Flora (= Pflanzen) und Habitat (= Lebensraum) ableitet.
Die folgende, sortierbare Liste führt zwei FFH-Gebiete innerhalb Ostrachs. Namen und Nummern entsprechen den amtlichen Bezeichnungen.
| SG-Nr.  | Name                                          | Ort/e                     | Größe                         | Höhe          | TK | NR     | KO         | Erfassung  | Bemerkung/en | Bild |
| ------- | --------------------------------------------- | ------------------------- | ----------------------------- | ------------- | -- | ------ | ---------- | ---------- | --- | ---- |
| 8122342 | Pfrunger Ried und Seen bei Illmensee          | südöstlich von Burgweiler | 1723,5 996,4 (SIG) 727,1 (RV) | 607–760 ⌀ 621 |    | OH     | 53.1136015 | 01.01.2005 | Vier Teilgebiete Großes Moorgebiet mit Hoch- und Zwischenmooren, ausgedehnten, überwiegend landwirtschaftlich genutzten Niedermoorbereichen, kleinen Quellmooren und größeren Torfstichgewässern, drei natürlichen Seen- mit Verlandungsmoor in südlichen Teilgebieten. Teile des Gebiets in Königseggwald, Riedhausen, Wilhelmsdorf und Illmensee (alle Landkreis Ravensburg) |      |
| 8021311 | Riede und Gewässer bei Mengen und Pfullendorf | westlich von Kalkreute    | 540,03                        |               |    | DAP OH | 53.1136015 | 31.05.2015 | Neun Teilgebiete |      |

### Vogelschutzgebiete
Als Europäisches Vogelschutzgebiet oder Special Protection Area (SPA) bezeichnet man Schutzgebiete, deren Grundlage 1979 im Artikel 4 (1) der Vogelschutzrichtlinie der Europäischen Union (EU) gelegt wurde. Diese Gebiete sind Teil des europaweiten Biotopverbunds Natura 2000. Das Konzept der Vogelschutzgebiete in ganz Europa dient besonders dem Schutz der Zugvögel, die auf Raststationen auf ihren Zugwegen angewiesen sind, um Nahrung zu suchen und um sich ausruhen zu können. Die Europäischen Vogelschutzgebiete unterliegen den Schutzkriterien der Fauna-Flora-Habitat-Richtlinie. Da die Umsetzung seitens der EU-Mitgliedsstaaten teils nur sehr langsam voranging, wurden von Naturschutzverbänden sogenannte Important Bird Areas benannt, die man zur Ausweisung als Europäische Vogelschutzgebiete vorschlug.
In Ostrach ist ein Europäisches Vogelschutzgebiet ausgewiesen:
| SG-Nr.  | Name                         | Ort/e                     | Größe                           | Höhe          | TK        | NR | KO         | Aufnahme   | Bemerkung/en | Bild |
| ------- | ---------------------------- | ------------------------- | ------------------------------- | ------------- | --------- | -- | ---------- | ---------- | --- | ---- |
| 8022401 | Pfrunger und Burgweiler Ried | südöstlich von Burgweiler | 2825,8 1433,4 (SIG) 1392,4 (RV) | 605–683 ⌀ 613 | 8022 8122 | OH | 53.1136015 | 20.11.2007 | Ausgedehnter Moorkomplex aus Hoch-, Zwischen- und Niedermooren mit großflächigen Wäldern und Grünlandflächen, Gewässern durch Torfabbau in allen Verlandungsstufen, Brachen, bewaldete Seitenmoräne, Streuobst an Ortsrändern, Äcker. Teile des Gebiets in Guggenhausen, Königseggwald, Riedhausen und Wilhelmsdorf (alle Landkreis Ravensburg) |      |

### Bannwälder
Der Begriff Bannwald bedeutet allgemein ein als Ganzes erhaltenswertes Waldstück – oder eine spezielle Form davon. Im deutschsprachigen Raum wird mit dem Ausdruck „Bannwald“ allgemein ein Schutzwald bezeichnet (Lawinen-, Felssturz, Murgang- und Hochwasserschutz), oder geschützte Waldgebiete aus Gründen des Natur- und Umweltschutzes oder als Erholungsraum. Die forstwirtschaftliche Nutzung ist weiterhin erlaubt und bei Schutzwäldern sogar ausdrücklich erwünscht, bei Kerngebieten von Naturschutzgebieten aber untersagt. Im § 32 des Waldgesetzes wird der Bannwald in Baden-Württemberg als „ein sich selbst überlassenes Waldreservat“ definiert.
In Ostrach ist ein Bannwald ausgewiesen:
| SG-Nr. | Name                     | Ort/e | Größe    | Höhe | TK   | NR | KO         | Aufnahme   | Bemerkung/en | Bild |
| ------ | ------------------------ | --- | -------- | ---- | ---- | -- | ---------- | ---------- | --- | ---- |
| 100058 | Pfrunger-Burgweiler Ried | südöstlich von Burgweiler Flst. 701 (teilweise), 3030, 3031 (teilweise), 3103, 4216 (teilweise), 4230, 4232, 4240, 4241, 4243, 4245, 4246, 4247, 4251, 4254, 4256, 4273 (teilweise), 4283, 4284 (teilweise), 4285, 4286, 4293, 4294, 4295, 4298, 4299, 4300, 4301, 4304, 4305, 4306 (teilweise), 4309, 4310, 4311, 4312 (teilweise), 4316 (teilweise), 4318 (teilweise), 4319 (teilweise), 4324, 4325, 4326, 4327, 4328 | 440,5314 | 610  | 8022 | OH | 53.1136015 | 09.02.2012 | Bannwald mit Rauschbeeren-Fichten-Wald, Rauschbeeren-Kiefern-Moorwald, Schwarzerlen-Bruchwald, Traubenkirschen-Erlen-Eschen-Wald, Waldziest-Hainbuchen-Stieleichen-Wald, Waldmeister-Buchenwald und daran angrenzenden Bereiche mit seltenen Tier- und Pflanzenarten. Der Bannwald ist Teil des FFH-Gebiets Pfrunger Ried und Seen bei Illmensee sowie des Vogelschutzgebiets Pfrunger und Burgweiler Ried. |      |

### Schonwälder
Als Schonwald bezeichnet man in Baden-Württemberg ein geschütztes Waldgebiet, in dem die wirtschaftliche Nutzung des Waldes zwar erlaubt ist, aber gewissen Einschränkungen unterliegt. Der Begriff wird in anderen deutschsprachigen Regionen nicht oder bestenfalls umgangssprachlich verwendet. Schonwald wird in § 32 des baden-württembergischen Waldgesetzes folgendermaßen definiert: „Schonwald ist ein Waldreservat, in dem eine bestimmte Waldgesellschaft mit ihren Tier- und Pflanzenarten, ein bestimmter Bestandsaufbau oder ein bestimmter Waldbiotop zu erhalten, zu entwickeln oder zu erneuern ist. Die Forstbehörde legt Pflegemaßnahmen mit Zustimmung des Waldbesitzers fest.“
In Ostrach ist kein Schonwald ausgewiesen.

### Naturdenkmale
Das Naturdenkmal ist ein unter Naturschutz stehendes Landschaftselement. Dabei handelt es sich um ein Einzelobjekt oder ein Gebiet von geringer Flächengröße bis zu fünf Hektar. Letzteres ist ein Flächennaturdenkmal und als solches klar von seiner Umgebung abgegrenzt. Das Naturdenkmal wird oft als Naturschöpfung bezeichnet, kann jedoch gleichzeitig Zeuge der historischen Kulturlandschaft sein, zum Beispiel markante Einzelbäume oder Aufschlüsse mit besonderen geologischen Bildungen. In Deutschland ist der Schutz von Naturdenkmälern in §28 des Bundesnaturschutzgesetzes und in den Länder-Naturschutzgesetzen verankert. Der Schutz begründet sich durch die Seltenheit, Eigenart oder Schönheit des Naturdenkmals sowie seinen Wert für Wissenschaft, Heimatkunde und Naturverständnis und umfasst ein weitgehendes Veränderungsverbot. Näheres regeln Rechtsverordnungen auf der Grundlage des jeweiligen Landesrechtes.

#### Flächenhafte Naturdenkmale
Die folgende Liste führt ein flächenhaftes Naturdenkmal (FND) innerhalb Ostrachs. Name und Nummer entsprechen der amtlichen Bezeichnung.
| SG-Nr.      | Name        | Ort/e                                                                                       | Größe  | Höhe | TK   | NR  | KO         | Erfassung | Bemerkung/en                                                                                               | Bild |
| ----------- | ----------- | ------------------------------------------------------------------------------------------- | ------ | ---- | ---- | --- | ---------- | --------- | --- | ---- |
| 84370860003 | Spitalmühle | nordwestlich von Hahnennest Flst. 1840/1, 1843/1, 1687/0, 1839/1, 1838/1, 1842/1 und 1841/1 | 0,3083 | 634  | 8021 | DAP | 53.1136015 |           | Teilweise überstautes Feuchtgebiet mit Rispenseggenried und Feuchtgebüsch. Teil des Gebiets in Pfullendorf |      |

#### Einzelgebilde
Die folgende, sortierbare Liste führt zwei Einzelgebilde (END) innerhalb Ostrachs. Namen und Nummern entsprechen den amtlichen Bezeichnungen.
| SG-Nr.      | Name                        | Ort/e                          | Größe | Höhe | TK   | NR  | KO         | Erfassung  | Bemerkung/en | Bild |
| ----------- | --------------------------- | ------------------------------ | ----- | ---- | ---- | --- | ---------- | ---------- | --- | ---- |
| 84370860002 | Findling in Habsthal        | Habsthal Gem. 9203 Flst. 314/4 | 0,00  | 626  | 8021 | DAP | 53.1136015 | 18.05.1971 | Als Gedenkstein für Kriegsopfer in einer Grünanlage aufgestellter Granit-Findling, der aus einer längst verfüllten Sandgrube etwa 500 Meter nordwestlich von Habsthal stammt. Es handelt sich um einen hellgrauen, aus karbonatischem Gestein bestehenden, gerundeten Block, der mit dem strömenden Eis aus dem Alpenraum hierher verfrachtet wurde. |      |
| 84370860001 | 3 Rosskastanien in Habsthal | Habsthal Gem. 9203 Flst. 4/7   | 0,00  | 625  | 8021 | DAP | 53.1136015 | 25.03.1935 | Drei etwa 200-jährige Rosskastanien in einer engen Gruppe. |      |

### Biotope
Ein Biotop ist ein bestimmter Lebensraum einer in diesem Gebiet vorkommenden Lebensgemeinschaft (Biozönose). Biotope sind die kleinsten Einheiten der Biosphäre. Im Bereich des Naturschutzes und der Landschaftspflege werden Biotope aus pragmatischen Gesichtspunkten zu Biotoptypen zugeordnet. Der Biotopschutz ist eine Strategie innerhalb des Naturschutzes. Sein Ziel ist in der Regel die Erhaltung von Populationen gefährdeter und schutzwürdiger Tier- und Pflanzenarten durch besonderen Schutz und Erhalt ihrer Lebensräume. Gegensatz (bzw.: komplementär dazu) ist der (direkte) Artenschutz. Typisches Instrument des Biotopschutzes ist die Ausweisung von Schutzgebieten. Es sollen Gebiete definiert und erhalten werden, in denen der Schutz der Natur Vorrang gegenüber Landnutzungen besitzt, oder in denen zumindest bei der Nutzung die Naturschutzbelange berücksichtigt werden müssen.
Die folgende, sortierbare (noch unvollständige) Liste führt die Biotope innerhalb Ostrachs. Namen und Nummern entsprechen den amtlichen Bezeichnungen.
| SG-Nr.       | Name                                                           | Ort/e                                                 | Größe  | Höhe        | TK   | NR  | KO | Erfassung Überarbeitung | Bemerkung/en | Bild |
| ------------ | -------------------------------------------------------------- | ----------------------------------------------------- | ------ | ----------- | ---- | --- | -- | ----------------------- | --- | ---- |
| 179214379037 | Feldhecken S Rosna                                             | nordwestlich von Habsthal Flst. 137/0                 | 0,0278 | 600         |      | DAP |    | 13.02.2012              | Zwei mittelhohe, mäßig dichte Feldhecken auf mäßig steilen bis steilen Böschungen. Teil des Gebiets in Rosna                              |      |
| 180214370935 | Feldhecke II an der L286 nördlich bis östlich von Habsthal     | nördlich bis östlich von Habsthal Flst. 319/0         | 0,3035 | 620 bis 627 |      | DAP |    | 17.08.1996 17.09.2011   | Gehölzartenreiche, straßenbegleitende Feldhecken auf zum Teil sehr steilen Böschungen mit artenreicher Saumvegetation.                    |      |
| 180214370936 | Feldhecke nordwestlich von Habsthal                            | nordwestlich von Habsthal Flst. 35/0, 340/1, 349/0    | 0,0388 | 638         |      | DAP |    | 18.08.1996 17.09.2011   | Lückige Feldhecke auf einer süd-exponierten Böschung entlang eines asphaltierten Wirtschaftswegs.                                         |      |
| 180214370937 | Hohlweg und Feldgehölz am nordwestlichen Ortsrand von Habsthal | nordwestlich von Habsthal Flst. 340/1, 128/3, 6/5     | 0,6641 | 620 bis 635 | 8021 | DAP |    | 18.08.1996 17.09.2011   | Gebiet von lokaler Bedeutung und guter Ausprägung, der gut ausgeprägte Hohlweg stellt ein Beispiel für eine historische Nutzungsform dar. |      |
| 180214370971 | Nasswiese nordwestlich von Lausheim                            | nordwestlich von Lausheim Flst. 135/0 136/14          | 1,1750 | 619         |      | DAP |    | 15.05.1996              | Arten- und seggenreiche Nasswiese |      |
| 180214370998 | Schilfröhricht u. Feldgehölze südlich von Magenbuch            | südlich von Magenbuch Flst. 441/0, 708,0 411/0, 442/0 | 0,8042 | 625         |      | DAP |    | 20.08.1996 27.09.2011   | Schilfröhricht mit anschließenden Feldgehölzen in einer Talsenke des Reichenbachs.                                                        |      |
| 180214371005 | Verlandungszone der Kalkreuter Hilb                            | westlich von Kalkreute Flst. 378/0, 27/0              | 0,1739 | 659         |      | OH  |    | 20.08.1996 29.06.2011   | Angelegter Teich in landwirtschaftlich intensiv genutzter Umgebung mit üppiger Gewässervegitation, Röhrichtgürtel und Feuchtgebüsch.      |      |
| 280214370051 | Feuchtgebiet W Habsthal                                        | westlich von Habsthal                                 | 0,2420 | 643         |      | DAP |    | 05.02.1990              | Zahlreiche kleine Wasserflächen und wasserführende Gräben.                                                                                |      |
| 280214370361 | Buchenwälder NW Habstal                                        | nordwestlich von Habsthal                             | 2,4675 | 626         |      | DAP |    | 06.05.2000              | Seltene naturnahe Waldgesellschaft |      |
| 281224370201 | Bergbach O Judentenberg                                        |                                                       | 0,6467 | 670         |      | OH  |    | 05.02.1990 15.06.2012   | Schnell fließender, kleiner Bergbach, der abschnittsweise in einem kleinen Tobel eingeschnitten ist. Teil des Gebiets in Illmensee        |      |
| 281224370202 | Tiefenbach NW Egelreute                                        | Egelreute                                             | 0,1653 | 664         |      | OH  |    | 05.02.1990 15.06.2012   | Kleiner Waldbach mit sandiger bis lehmiger Sohle, im Südteil mit kleinen Sinterstufen.                                                    |      |
| 281224370204 | Sukzession Pfrungener Ried                                     | Burgweiler                                            | 4,4176 | 618         |      | OH  |    | 05.02.1990 28.07.2012   | Überwiegend birken- und erlenreicher Sukzessionswald auf teilweise entwässertem Niedermoor am Rande des Pfrunger-Burgweiler Rieds.        |      |
| 281224370206 | Bachlauf S Egelreute                                           | Egelreute                                             | 0,3047 | 696         |      | OH  |    | 05.02.1990 14.06.2012   | Kleiner Bachlauf mit Kalksinter, im SW in einem steilen Tobel verlaufend. Teil des Gebiets in Illmensee                                   |      |

### Allgemein
- Schutzgebietsverzeichnis der Landesanstalt für Umwelt, Messungen und Naturschutz Baden-Württemberg (LUBW)
- Naturraumliste und -karte Baden-Württembergs der LUBW (PDF – 3,18 MB)

### Bann- und Schonwald
- Bannwälder in Baden-Württemberg bei ForstBW
- Datenbank der Naturwaldreservate Deutschlands bei der Bundesanstalt für Landwirtschaft und Ernährung (BLE)